# Quintus Fufius Calenus
Sauf précision contraire, les dates de cet article sont sous-entendues « avant l'ère commune » (AEC), c'est-à-dire « avant Jésus-Christ ».
Quintus Fufius Calenus est un homme politique du dernier siècle de la République romaine.

## Biographie
En 61, il est tribun du peuple. Il est le principal personnage dans l'acquittement de Publius Clodius Pulcher, contre sa profanation des mystères de Bona Dea.
En 59, il est préteur, élu avec le soutien de César. Il fait une loi en vertu de laquelle les sénateurs, les chevaliers, et les tribuns de l'aerarium, qui composent les jurys, devraient voter séparément, de sorte que tout en gardant secret le vote individuel, on pourrait connaître le vote de chaque décurie, et savoir à laquelle attribuer les bonnes et les mauvaises décisions.
En 51, il commande deux légions de César durant la guerre des Gaules puis en 49, il suit César en Italie, en Espagne.
En 48, César le charge de transférer en Épire le reste des troupes basées en Italie. Mais la plupart des bateaux sont capturés par Bibulus et Calenus lui-même s'échappe avec difficulté.
En 47, César le nomme au consulat. En 44, après la mort du dictateur César, il se rallie à Antoine, et lors des débats au Sénat au début de 43, il s'oppose plusieurs fois aux Philippiques de Cicéron, qui veut que l'on déclare la guerre à Antoine.
En 40, il commande une armée en Gaule transalpine et est sur le point de marcher contre Octavien, lorsqu'il meurt subitement. Son fils apporte le soutien de ses légions au futur empereur.